# Videogiochi nel 2008

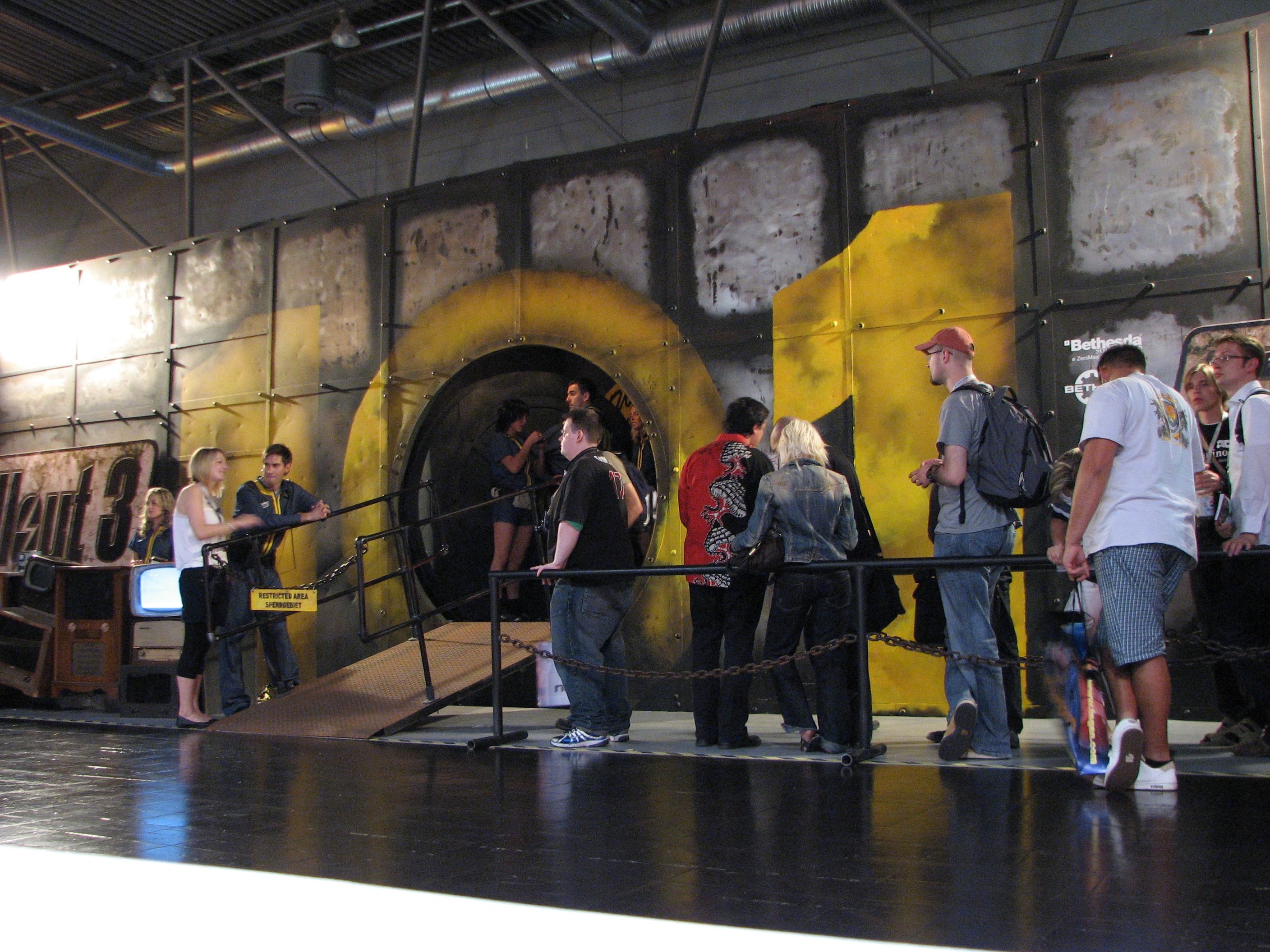
Lo stand di Fallout 3 alla Games Convention 2008

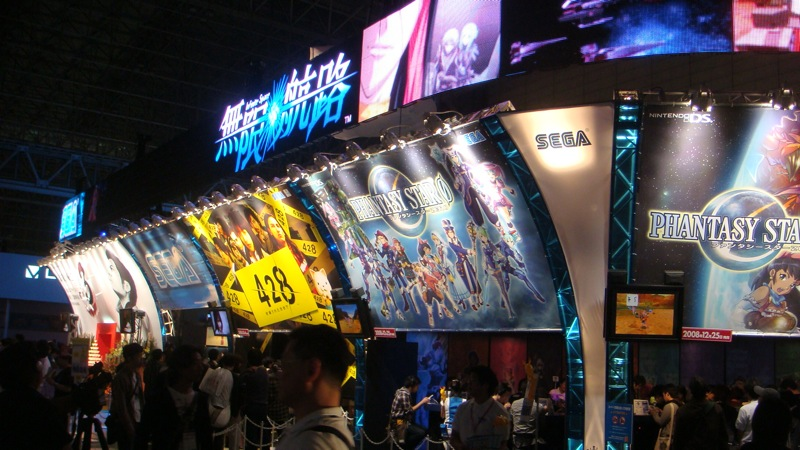
Lo stand Sega al Tokyo Game Show 2008

Eventi rilevanti avvenuti nell'industria dei videogiochi nel 2008. 
Per un elenco delle voci su giochi usciti nell'anno vedi Categoria:Videogiochi del 2008.

## Eventi
- 4 gennaio — Microsoft annuncia la vendita di 17,7 milioni di Xbox 360 e 8.1 milioni di copie del gioco Halo 3. Un possessore di Xbox 360 su due possiede il gioco.[1]
- 9 gennaio — Take Two Interactive annuncia l'acquisizione della società Illusion Softworks e la rinomina 2K Czech.[2]
- 10 gennaio — Microsoft annuncia il raggiungimento dei dieci milioni di utenti per il servizio Xbox Live.[3]
- 11 gennaio — Valve Corporation annuncia l'acquisizione dello sviluppatore Turtle Rock Studios.[4]
- 11 gennaio — Sony annuncia la dismissione anche in Giappone dei modelli di PlayStation 3 da 20 GB e da 60 GB lasciando in commercio unicamente il modello da 40GB, il Giappone era l'unica nazione ad avere ancora in commercio i primi modelli di PlayStation 3.[5]
- 17 gennaio — THQ acquisisce lo sviluppatore Big Huge Games.[6]
- 4 febbraio — Sony comunica che nell'ultimo quadrimestre del 2007 la divisione videogiochi ha prodotto ricavi per 581,2 miliardi di yen (3,6 miliardi di euro) e profitti per 12,9 miliardi di yen (81 milioni di euro). Questo è il primo quadrimestre in attivo dall'immissione della PlayStation 3.[7]
- 3 marzo — SCi annuncia una drastica ristrutturazione con il licenziamento del 25% dei dipendenti e l'eliminazione di quattordici progetti al fine di ridurre i costi operativi della società.[8]
- 8 marzo — Midway annuncia perdite per quasi cento milioni di dollari nell'ultimo anno fiscale. La società per migliorare i suoi risultati operativi annuncia l'intenzione di entrare anche nel settore dei casual games.[9]
- 12 aprile — Viene annunciata la fondazione dello studio Reto-Moto. Questo studio dovrebbe occuparsi dello sviluppo di giochi multiplayer.[10]
- 28 aprile — Microsoft annuncia che la divisione Entertainment and Devices responsabile del settore videogiochi del gruppo ha fatturato 1.57 miliardi di dollari in tre mesi con un incremento del 68% rispetto al precedente anno fiscale. La società ha annunciato di aver venduto 19 milioni di console Xbox 360.[11]
- 29 aprile — Codemasters annuncia l'acquisizione dello studio Sega Racing Studio. Lo studio svilupperà i giochi della serie Colin McRae Rally e Race Driver.[12]
- 30 aprile — Crytec dopo le modeste vendite del gioco Crysis dichiara che non svilupperà più titoli in esclusiva per il mercato dei personal computer. I nuovi titoli della società saranno indirizzati al più proficuo mercato delle console anche se potranno essere pubblicati anche per personal computer.[13]
- 4 maggio — Infogrames già proprietaria della maggioranza della società Atari completata l'acquisizione dell'azienda per undici milioni di dollari.[14]
- 7 maggio — In una settimana Grand Theft Auto IV vende 6 milioni di copie fatturando 500 milioni di dollari e superando il precedente record di Halo 3 che in 7 giorni vendette per 300 milioni di dollari.[15]
- 10 maggio — Activision annuncia che nell'anno fiscale finito il 31 marzo 2008 ha fatturato 2.9 miliardi di dollari con un raddoppio rispetto al miliardo e mezzo dell'anno precedente.[16]
- 10 settembre — Microsoft annuncia l'intenzione di chiudere gli Ensemble Studios.[17]
- 28 ottobre — Bethesda pubblica Fallout 3.
- 13 novembre — Viene annunciato dalla Zeebo Inc. lo sviluppo della console Zeebo che sarà messa in commercio nel 2009.[18]
- 10 dicembre — Atari annuncia l'acquisizione dello studio Cryptic Studios.[19]

## Vendite

### Canada
- Su dati forniti dal NPD Group:

Console per videogiochi vendute in Canada (i primi sette mesi del 2008)
| Classifica | Console       | Unità vendute |
| ---------- | ------------- | ------------- |
| 1          | Wii           | 376 000       |
| 2          | PlayStation 3 | 200 000       |
| 3          | Xbox 360      | 154 000       |

### Giappone
- Su dati forniti da Enterbrain:

Console per videogiochi vendute in Giappone (31 dicembre 2007 – 28 dicembre 2008)
| Classifica | Console              | Unità vendute |
| ---------- | -------------------- | ------------- |
| 1          | Nintendo DS          | 4 029 804     |
| 2          | PlayStation Portable | 3 543 171     |
| 3          | Wii                  | 2 908 342     |
| 4          | PlayStation 3        | 991 303       |
| 5          | PlayStation 2        | 480 664       |
| 6          | Xbox 360             | 317 859       |
| 7          | Altro                | 9 575         |

Classifica dei videogiochi vendute in Giappone (31 dicembre 2007 – 28 dicembre 2008)
| Classifica | Titolo                                     | Piattaforma | Editore         | Unità vendute |
| ---------- | ------------------------------------------ | ----------- | --------------- | ------------- |
| 1          | Monster Hunter Portable 2nd G              | PSP         | Capcom          | 2 452 111     |
| 2          | Pokémon Platino                            | NDS         | Pokémon Company | 2 187 337     |
| 3          | Wii Fit                                    | Wii         | Nintendo        | 2 149 131     |
| 4          | Mario Kart Wii                             | Wii         | Nintendo        | 2 003 315     |
| 5          | Super Smash Bros. Brawl                    | Wii         | Nintendo        | 1 747 113     |
| 6          | Rhythm Heaven                              | NDS         | Nintendo        | 1 350 671     |
| 7          | Dragon Quest V: Hand of the Heavenly Bride | NDS         | Square Enix     | 1 176 082     |
| 8          | Animal Crossing: City Folk                 | Wii         | Nintendo        | 895 302       |
| 9          | Kirby Super Star Ultra                     | NDS         | Nintendo        | 855 427       |
| 10         | Wii Sports                                 | Wii         | Nintendo        | 841 736       |

- Su dati forniti da Dengeki:

Classifica dei videogiochi vendute in Giappone (31 dicembre 2007 – 28 dicembre 2008)
| Classifica | Titolo                                     | Piattaforma | Editore         | Unità vendute |
| ---------- | ------------------------------------------ | ----------- | --------------- | ------------- |
| 1          | Monster Hunter Portable 2nd G              | PSP         | Capcom          | 2 507 400     |
| 2          | Pokémon Platino                            | NDS         | Pokémon Company | 2 125 348     |
| 3          | Wii Fit                                    | Wii         | Nintendo        | 2 024 113     |
| 4          | Mario Kart Wii                             | Wii         | Nintendo        | 1 973 089     |
| 5          | Super Smash Bros. Brawl                    | Wii         | Nintendo        | 1 808 709     |
| 6          | Rhythm Heaven                              | NDS         | Nintendo        | 1 320 047     |
| 7          | Dragon Quest V: Hand of the Heavenly Bride | NDS         | Square Enix     | 1 228 014     |
| 8          | Kirby Super Star Ultra                     | NDS         | Nintendo        | 724 608       |
| 9          | Animal Crossing City Folk                  | Wii         | Nintendo        | 709 640       |
| 10         | Wii Sports                                 | Wii         | Nintendo        | 694 765       |

### Stati Uniti d'America
- Su dati forniti da NPD Group:

Console per videogiochi vendute negli Stati Uniti d'America (primi sei mesi del 2008)
| Classifica | Console       | Unità vendute |
| ---------- | ------------- | ------------- |
| 1          | Wii           | 3,5 milioni   |
| 2          | PlayStation 3 | 1,6 milioni   |
| 3          | Xbox 360      | 1,34 milioni  |

Classifica dei videogiochi vendute negli Stati Uniti d'America
| Classifica | Titolo                     | Piattaforma | Editore              | Unità vendute |
| ---------- | -------------------------- | ----------- | -------------------- | ------------- |
| 1          | Wii Play                   | Wii         | Nintendo             | 5,28 milioni  |
| 2          | Mario Kart Wii             | Wii         | Nintendo             | 5,00 milioni  |
| 3          | Wii Fit                    | Wii         | Nintendo             | 4,53 milioni  |
| 4          | Super Smash Bros. Brawl    | Wii         | Nintendo             | 4,17 milioni  |
| 5          | Grand Theft Auto IV        | X360        | Take-Two Interactive | 3,29 milioni  |
| 6          | Call of Duty: World at War | X360        | Activision           | 2,75 milioni  |
| 7          | Gears of War 2             | X360        | Microsoft            | 2,31 milioni  |
| 8          | Grand Theft Auto IV        | PS3         | Take-Two Interactive | 1,89 milioni  |
| 9          | Madden NFL 09              | X360        | Electronic Arts      | 1,87 milioni  |
| 10         | Mario Kart DS              | NDS         | Nintendo             | 1,65 milioni  |

- Su dati elaborati da NPD Group visibili tramite IGN;[30][31]

Classifica dei videogiochi venduti negli Stati Uniti d'America nel 2008 divisi per piattaforma
| Classifica | NDS                                                                                    | PC                                                                 | PS3                                                   |
| ---------- | -------------------------------------------------------------------------------------- | ------------------------------------------------------------------ | ----------------------------------------------------- |
| 1          | Mario & Sonic ai Giochi Olimpici (SEGA)                                                | Spore (Electronic Arts)                                            | Grand Theft Auto IV (Rockstar Games)                  |
| 2          | Pokémon Mystery Dungeon: Esploratori del tempo ed Esploratori dell'oscurità (Nintendo) | Age of Conan: Hyborian Adventures (Funcom)                         | Metal Gear Solid 4: Guns of the Patriots (Konami)     |
| 3          | Guitar Hero: On Tour (Activision)                                                      | Warhammer Online: Age of Reckoning (Electronic Arts)               | Madden NFL 09 (Electronic Arts)                       |
| 4          | LEGO Indiana Jones: Le avventure originali (LucasArts)                                 | The Sims 2: FreeTime (Electronic Arts)                             | Gran Turismo 5 Prologue (Sony Computer Entertainment) |
| 5          | Kirby Super Star Ultra (Nintendo)                                                      | Spore Creature Creator (Electronic Arts)                           | MLB 08: The Show (Sony Computer Entertainment)        |
| 6          | Il professor Layton e il paese dei misteri (Nintendo)                                  | Sins of a Solar Empire (Stardock)                                  | Star Wars: The Force Unleashed (LucasArts)            |
| 7          | Kung Fu Panda (Activision)                                                             | The Sims 2: Live with Friends (Electronic Arts)                    | NCAA Football 09 (Electronic Arts)                    |
| 8          | Advance Wars: Dark Conflict (Nintendo)                                                 | The Sims 2: Kitchen & Bath Interior Design Stuff (Electronic Arts) | Army of Two (Electronic Arts)                         |
| 9          | Crosswords DS (Nintendo)                                                               | Warhammer 40.000: Dawn of War - Soulstorm (THQ)                    | Soulcalibur IV (Namco Bandai)                         |
| 10         | Final Fantasy Tactics Advance 2: The Sealed Grimoire (Square Enix)                     | The Sims Castaway Stories (Electronic Arts)                        | Devil May Cry 4 (Capcom)                              |

| Classifica | PSP                                                         | Wii                                                    | X360                                        |
| ---------- | ----------------------------------------------------------- | ------------------------------------------------------ | ------------------------------------------- |
| 1          | Crisis Core: Final Fantasy VII (Square Enix)                | Super Smash Bros. Brawl (Nintendo)                     | Grand Theft Auto IV (Rockstar Games)        |
| 2          | God of War: Chains of Olympus (Sony Computer Entertainment) | Mario Kart Wii (Nintendo)                              | Madden NFL 09 (Electronic Arts)             |
| 3          | MLB 08: The Show (Sony Computer Entertainment)              | Wii Fit (Nintendo)                                     | Fable II (Microsoft)                        |
| 4          | Iron Man (SEGA)                                             | Rock Band (MTV Games)                                  | Tom Clancy's Rainbow Six: Vegas 2 (Ubisoft) |
| 5          | Patapon (Sony Computer Entertainment)                       | LEGO Indiana Jones: Le avventure originali (LucasArts) | Army of Two (Electronic Arts)               |
| 6          | Madden NFL 09 (Electronic Arts)                             | Mario Super Sluggers (Nintendo)                        | Star Wars: The Force Unleashed (LucasArts)  |
| 7          | LEGO Indiana Jones: Le avventure originali (LucasArts)      | Star Wars: The Force Unleashed (LucasArts)             | Battlefield: Bad Company (Electronic Arts)  |
| 8          | Major League Baseball 2K8 (2K Games)                        | Deca Sports (Hudson Soft)                              | NCAA Football 09 (Electronic Arts)          |
| 9          | Star Wars: The Force Unleashed (LucasArts)                  | Endless Ocean (Nintendo)                               | Rock Band 2 (MTV Games)                     |
| 10         | Need for Speed: ProStreet (Electronic Arts)                 | Unknown                                                | Ninja Gaiden 2 (Microsoft)                  |

- Su dati dell'NPD Group:

Classifica dei videogiochi di maggior vendita di tutti i tempi negli Stati Uniti d'America (al 1º maggio 2008)
| Classifica | Titolo                           | Unità vendute |
| ---------- | -------------------------------- | ------------- |
| 1          | Grand Theft Auto: San Andreas    | 9,40 milioni  |
| 2          | Guitar Hero III: Legends of Rock | 8,20 milioni  |
| 3          | Madden NFL 07                    | 7,70 milioni  |
| 4          | Grand Theft Auto: Vice City      | 7,30 milioni  |
| 5          | Madden NFL 06                    | 6,70 milioni  |
| 6          | Halo 2                           | 6,61 milioni  |
| 7          | Madden NFL 08                    | 6,60 milioni  |
| 8          | Call of Duty 4: Modern Warfare   | 6,25 milioni  |
| 9          | Grand Theft Auto 3               | 6,20 milioni  |
| 10         | Madden NFL 2005                  | 6,10 milioni  |

### Classifiche combinate
- basato su dati di Enterbrain, GfK Chart-Track e NPD Group:

Classifica combinata del videogiochi venduti in Giappone, Regno Unito e Stati Uniti d'America (gennaio - luglio 2008)
| Classifica | Titolo                           | Unità vendute in Giappone | Unità vendute nel Regno Unito | Unità vendute negli USA | Unità vendute in totale |
| ---------- | -------------------------------- | ------------------------- | ----------------------------- | ----------------------- | ----------------------- |
| 1          | Grand Theft Auto IV              | –                         | 1 582 000                     | 4 711 000               | 6 293 000               |
| 2          | Super Smash Bros. Brawl          | 1 681 000                 | 213 000                       | 3 539 000               | 5 433 000               |
| 3          | Mario Kart Wii                   | 1 601 000                 | 687 000                       | 2 409 000               | 4 697 000               |
| 4          | Wii Fit                          | 1 547 000                 | 624 000                       | 1 433 000               | 3 604 000               |
| 5          | Guitar Hero III: Legends of Rock | 26 000                    | 412 000                       | 3 037 000               | 3 475 000               |

Classifica combinata del videogiochi venduti in Giappone, Regno Unito e Stati Uniti d'America (luglio - settembre 2008)
| Classifica | Titolo                         | Unità vendute in Giappone | Unità vendute nel Regno Unito | Unità vendute negli USA | Unità vendute in totale |
| ---------- | ------------------------------ | ------------------------- | ----------------------------- | ----------------------- | ----------------------- |
| 1          | Madden NFL 09                  | 1 000                     | 35 000                        | 2 958 000               | 2 994 000               |
| 2          | Wii Fit                        | 346 000                   | 460 000                       | 1 283 000               | 2 089 000               |
| 3          | Star Wars: The Force Unleashed | –                         | 321 000                       | 1 417 000               | 1 738 000               |
| 4          | Pokémon Platino                | 1 482 000                 | –                             | –                       | 1 482 000               |
| 5          | Mario Kart Wii                 | 218 000                   | 394 000                       | 856 000                 | 1 468 000               |